# Sunitha Rao
Sunitha Rao (ur. 27 października 1985 w Jersey City) – indyjska tenisistka, profesjonalistka od 2004 roku. Zwyciężczyni ośmiu turniejów ITF – wszystkie w deblu.
Reprezentantka kraju na Igrzyskach Olimpijskich w Pekinie, gdzie w parze z Sanią Mirzą doszła do drugiej rundy gry podwójnej. Przegrały w niej z rosyjską parą Swietłana Kuzniecowa i Dinara Safina w dwóch setach.

## Wygrane turnieje rangi ITF
| turnieje z pulą nagród 100 000 $ |
| turnieje z pulą nagród 75 000 $  |
| turnieje z pulą nagród 50 000 $  |
| turnieje z pulą nagród 25 000 $  |
| turnieje z pulą nagród 15 000 $  |
| turnieje z pulą nagród 10 000 $  |

### Gra podwójna
| Lp. | Data       | Turniej         | ($)    | Naw.   | Partnerka           | Finalistki                               | Wynik            |
| --- | ---------- | --------------- | ------ | ------ | ------------------- | ---------------------------------------- | ---------------- |
| 1.  | 14/11/2004 | Port Pirie      | 25 000 | twarda | Casey Dellacqua     | Daniella Dominikovic Evie Dominikovic    | 4:6, 6:3, 7:6(6) |
| 2.  | 13/11/2005 | Port Pirie      | 25 000 | twarda | Gréta Arn           | Monique Adamczak Christina Horiatopoulos | 6:4, 3:6, 6:2    |
| 3.  | 27/11/2005 | Mount Gambier   | 25 000 | twarda | Ryōko Fuda          | Gréta Arn Anastasija Rodionowa           | 6:1, krecz       |
| 4.  | 07/05/2006 | Charlottesville | 50 000 | ziemna | Marie-Ève Pelletier | Maria Fernanda Alves Lilia Osterloh      | 6:7(6), 6:2. 6:3 |
| 5.  | 05/10/2006 | Melbourne       | 25 000 | twarda | Casey Dellacqua     | Daniella Dominikovic Evie Dominikovic    | 6:3, 6:2         |
| 6.  | 02/06/2007 | Carson          | 50 000 | twarda | Kim Grant           | Angela Haynes Lindsay Lee-Waters         | 6:4, 6:4         |
| 7.  | 17/06/2007 | Allentown       | 25 000 | twarda | Ryōko Fuda          | Angela Haynes Lindsay Lee-Waters         | 6:7(3), 6:4, 6:1 |
| 8.  | 11/05/2008 | Zagrzeb         | 75 000 | ziemna | Melinda Czink       | Stéphanie Foretz Jelena Kostanić Tošić   | 6:7(3), 6:4, 6:1 |